# Arena Berlin

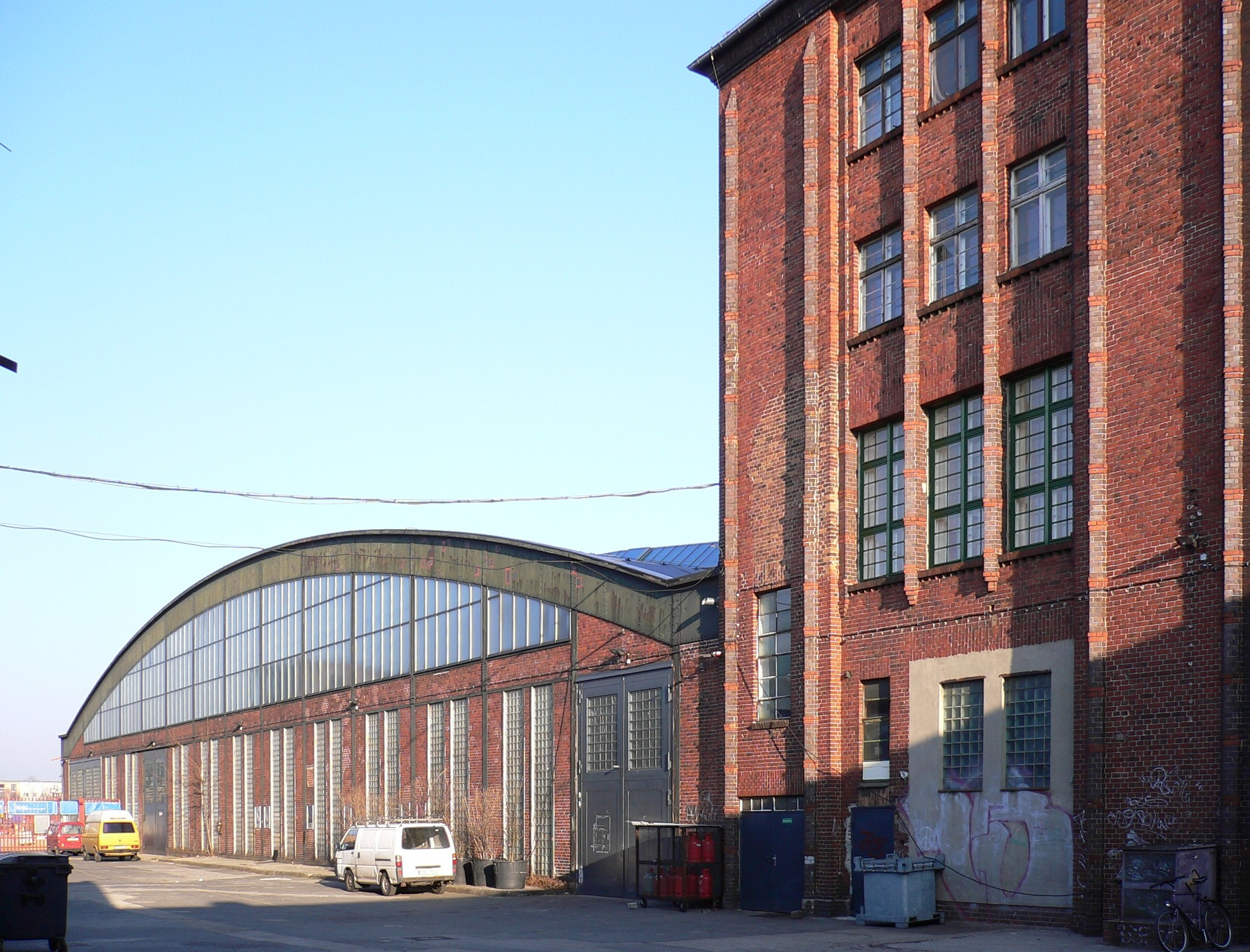
L’Arena-Halle.

L’Arena Berlin est un lieu d´expositions situé dans le quartier de Alt-Treptow à Berlin. Le centre accueille des expositions, des concerts et des événements festifs.
C’est à l’origine une ancienne gare routière, édifiée en 1927.